# Paroster
Paroster är ett släkte av skalbaggar. Paroster ingår i familjen dykare.

## Dottertaxa tillParoster, i alfabetisk ordning[1]
- Paroster acutipenis
- Paroster arachnoides
- Paroster baylyi
- Paroster bulbus
- Paroster byroensis
- Paroster copidotibiae
- Paroster couragei
- Paroster darlotensis
- Paroster dingbatensis
- Paroster ellenbrookensis
- Paroster elongatus
- Paroster eurypleuron
- Paroster extraordinarius
- Paroster fortisspina
- Paroster gibbi
- Paroster hamoni
- Paroster hinzeae
- Paroster innouendyensis
- Paroster insculptilis
- Paroster killaraensis
- Paroster leai
- Paroster macrocephalus
- Paroster macrosturtensis
- Paroster megamacrocephalus
- Paroster melroseensis
- Paroster mesosturtensis
- Paroster michaelseni
- Paroster microsturtensis
- Paroster milgunensis
- Paroster napperbyensis
- Paroster newhavenensis
- Paroster niger
- Paroster nigroadumbratus
- Paroster novem
- Paroster pallescens
- Paroster peelensis
- Paroster pentameres
- Paroster plutonicensis
- Paroster readi
- Paroster septum
- Paroster sharpi
- Paroster skaphites
- Paroster stegastos
- Paroster tetrameres
- Paroster thapsinus
- Paroster ursulae
- Paroster wedgeensis
- Paroster verrucosus